# Bataille d'Edirne
Guerres de l'interrègne ottoman
La bataille d'Edirne s'est produite le 11 juillet 1410, pendant l'Interrègne ottoman et a été combattu entre les forces des frères rivaux, Musa Çelebi et Suleyman Bey, à l'extérieur de la capitale ottomane, Edirne.

## Contexte
À la suite de sa défaite à la bataille de Kosmidion aux portes de Constantinople le 15 juin 1410, Musa se retira dans la région autour de Yambol et Orménio en Bulgarie, tandis que Süleyman reprit la capitale ottomane d'Edirne. L'un des lieutenants de Musa, Aliaz, a pu capturer Plovdiv, où il a fait prisonnier le seigneur serbe Vuk Lazarević et son neveu Lazar Branković. Vuk avait trahi Musa en faisant défection à Süleyman à Kosmidion et fut exécuté en conséquence.

### Bataille
Face à l'approche des forces de son frère, Musa a été bientôt forcé de se déplacer à nouveau vers le sud et a capturé brièvement Edirne, que son frère avait abandonné. Lorsque Süleyman arriva lui aussi dans la ville, les deux armées s'affrontèrent. Musa aurait tenté de faire défection par Lazar Branković son frère, Đurađ Branković, qui se battait avec Süleyman, mais sans succès. La bataille s'est terminée par une victoire pour Süleyman, forçant Musa à se retirer dans sa forteresse d'origine autour du cours inférieur du Danube, où il a été rejoint par son allié, Mircea Ier de Valachie.

### Conséquences
Après la bataille, Musa s'est retiré dans la région autour de Yambol et Orménio en Bulgarie, tandis que Süleyman a repris la capitale ottomane d'Edirne. Süleyman envoya une armée pour poursuivre son frère, mais apparemment ne le pensa plus comme une menace et resta à la place à Edirne, avec les chroniqueurs le représentant engagé dans un plaisir oisif. Lorsque Musa, qui selon Doukas, avait vaincu l'armée que Süleyman avait envoyée contre lui à Sofia, marcha sur Edirne, les forces de Süleyman désertèrent à Musa. Süleyman lui-même a fui mais a été capturé et exécuté le 17 février 1411, laissant Musa le seul maître des domaines ottomans en Europe (Roumélie).

## Sources
- (en) Dimitris Kastritsis, The Sons of Bayezid : Empire Building and Representation in the Ottoman Civil War of 1402-13, Leiden, BRILL, 2007, 250 p. (ISBN 978-90-04-15836-8, lire en ligne)